# Nínawa Daher
Nínawa Daher (Buenos Aires, 3 de octubre de 1979 - ibidem, 9 de enero de 2011) fue una abogada, periodista y conductora de televisión argentina. Cofundadora de la Juventud de la Unión Libanesa Cultural Mundial en Argentina, formó parte de su comisión directiva durante varios años. Presidió la Juventud de la Federación de Entidades Argentino-Árabes de Buenos Aires y participó en el Foro Socio Cultural de Buenos Aires. Fue cofundadora del grupo de periodistas católicos “Gente de Prensa en Camino”. Fue Madrina del Patronato de la Infancia, entre otras actividades que incluyeron la constitución de grupos de estudio y centros de información comprometidos con la inclusión social y la responsabilidad social.

## Primeros años
Nínawa nació el 3 de octubre de 1979 en la ciudad de Buenos Aires, en el seno de una familia de descendientes de libaneses. Sus padres fueron Ghandour y Alicia Daher. Tenía una hermana llamada Sumaia.

## Carrera académica
Nínawa se graduó del colegio secundario Nuestra Señora del Huerto en 1997 con el mejor promedio de su clase, 8,97. Se recibió de abogada en la Universidad de Buenos Aires en 2003. Su promedio fue de 8,78, por lo que se graduó con diploma de honor. Además de sus títulos en periodismo y abogacía, Daher era políglota (hablaba fluidamente inglés, árabe y francés).

## Carrera profesional
Daher fue coordinadora de la Áreas de Juventud de ADISC y FORO y Secretaria de Desarrollo Socio Cultural de la Mesa de Concertación Juvenil de la Ciudad de Buenos Aires. En 2003, Daher fue candidata a legisladora de la Ciudad de Buenos Aires.
Se desempeñaba como periodista de internacionales en el canal argentino de noticias C5N desde su creación en 2007. Además, fue enviada especial de este canal para cubrir las giras presidenciales de Cristina Fernández a África en noviembre de 2007 y países árabes en 2010. A partir de 2010, fue conductora de Resumen de medianoche, el noticiero de la madrugada del canal. Al mismo tiempo, conducía en el canal estatal Canal 7 Desde el aljibe, el programa de la colectividad árabe-argentina, desde su inicio en 2002 junto al periodista Roberto Ahuad.

## Fallecimiento
En la noche del 9 de enero de 2011, falleció tras ser víctima de un accidente de tránsito en el barrio de Retiro en la ciudad de Buenos Aires mientras se encontraba de vacaciones. Estaba acompañada por su novio quien conducía el vehículo.
El 11 de enero, su novio, Alejandro Tomás Macipe, había sido liberado tras haber estado demorado por homicidio culposo, aunque quedó imputado. Daher fue enterrada en el Cementerio Jardín de Paz de Pilar.

## Homenajes
El 27 de agosto del mismo año de su muerte, el gobierno de la Ciudad de Buenos Aires colocó una estrella en el lugar del accidente. El recordatorio contó con la presencia de Guillermo Montenegro, Gabriela Michetti y Daniel Hadad. En los últimos años la iglesia católica de Argentina está dando los primeros pasos para abrir un proceso de beatificación.

## Premios otorgados en vida
- Faro de oro a la Revelación Periodística en TV.[9]

- Gaviota de oro a la Revelación Femenina 2009.[10]

- Distinción Ugarit a la Joven Revelación 2006.[11]

## Premios Post Mortem
- 2011: Mención post mortem en conducción de la Distinción Martín Fierro.
- 2011: Premio Santa Clara de Asís post mortem por su trayectoria profesional destacada por la idoneidad profesional difundiendo la educación, los valores de la familia y una sana recreación.
- 2011: Placa recordatoria colocada en su memoria por el Gobierno de la Ciudad Autónoma de Buenos Aires en la Plaza de los Periodistas, donde se homenajea y se destaca su trayectoria como Periodista y miembro de la Comunidad Libanesa en Argentina.
- 2012: Ley de la legislatura de la Ciudad Autónoma de Buenos Aires (número 3939) aprobada por unanimidad que declara su día de nacimiento, el 3 de octubre, como día del Joven argentino árabe en el ámbito de la Ciudad de Buenos Aires.
- 2012: Homenaje y Placa recordatoria colocada en la Capilla Santa Teresa de Jesús en la ciudad de Pinamar.
- 2013: Homenaje y Placa recordatoria colocada en la Parroquia San Eduardo en LLao LLao Bariloche, Provincia de Río Negro.
- 2013: Homenaje y Placa recordatoria colocada en la Casa Comunitaria de la Comunidad Diaguita en el Mollar, Provincia de Tucumán.
- 2012: Embajadora de Paz.
- 2014: El Presidente de la República del Líbano ha otorgado el Escudo Presidencial a Nínawa Daher como reconocimiento Post Mortem a su trayectoria en la defensa de los valores espirituales y solidarios de las personas y su trabajo continuo de integración entre la comunidad libanesa en Argentina y el Líbano.